# دهستان جلال‌وند
دهستان جلال‌وند نام دهستانی در بخش فیروزآباد شهرستان کرمانشاه استان کرمانشاه در ایران است. براساس سرشماری مرکز آمار ایران در سال ۱۳۸۵، جمعیت آن ۶۴۴۸ نفر (۱۳۴۹ خانوار) بوده است.

## جغرافیا
جلالوند منطقه‌ای کوهستانی است.
علی‌اکبر دهخدا در لغت‌نامه نوشته جلالوند یکی از دهستان‌های بخش مرکزی کرمانشاه است. این دهستان بین دهستان‌های عثمانوند، هلیلان، هرسم و رودخانهٔ سیمره واقع شده و منطقه‌ای کوهستانی است. هوای آن سردسیری سالم است. زیباترین منطقه این طایفه کوه گنجره و جنگل‌های پوشیده ببری می‌باشد. محصول عمده آن غلات، لبنیات، کتیرا و محصولات دامی است. جاده اصلی این منطقه از کرمانشاه شروع شده و با گذر از هلشی و بوژان به روستای چنار اولین روستای جلالوند می‌رسید که حدود۷۰ کیلومتر با کرمانشاه فاصله دارد. مرکز این دهستان آبادی چنار است که شامل دو بخش علیا و سفلی می‌باشد. دهستان جلالوند از ۳۸ آبادی بزرگ و کوچک تشکیل شده و جمعیت آن در حدود ۶۵۰۰ تن (در سال ۱۳۰۵) است در حال حاضر ۵۵۰۰۰ نفر و ۱۰۰ روستا می‌باشد؛ و قراء مهم آن به شرح زیر است: دره بادام، یاریجان، چشمه گچ (شامل دوخاندان علینقی وخاندان نجبینن)، کریان، موسی، دوردشت، چنار، سه چکان، ده عباسیان، انجیرک، خوبیاران، توء خشکه.

## روستاهای
در طرح تقسیمات کشوری مورخ ۱۵ شهریور ۱۳۶۶ مصوب هیئت وزیران، دهستان جلالوندشامل ۶۲ روستا به شرح زیر بوده است:
چنار (مرکز جلالوند) شامل چنارعلیا، چنارسفلی، چنار وسطی، چشمه‌گچ، ده‌عباسیان، سه‌چکان (مله‌شاهی)، فریادرس، سراییلان سرقلعه، زینلان علیا، زینلان سفلی، دول معصوم، دره‌بادام علیا، دره‌بادام سفلی، گله‌سان (قمر)، دوردشت، الکه، تلل، توه‌‌خشکه، انجیرک، گاومره، قاپ‌قوی، کریان، سرآب کریان، کله‌زرد، تویلگه علیا، تویلگه سفلی، سرزل، علی باقر، سرجوب، میرحسن، بان‌رمضان، ورگچکه، یاریجان علیا، یاریجان سفلی، ده‌موسی، خوبیاران علیا، خوبیاران سفلی، قبر بابا، ماخور، می‌می، میان‌رود، پلکانه، سگری، سولاب، قله‌سرخ، گراب، پرگلی علیا و سفلی (کله‌گوشی)، چشمه‌کبود چنار، چشمه‌کبود علیا، چشمه‌کبود سفلی، تازه‌آباد خلیفه، لاله‌بگ، نوراز، دارونه، قله‌چهر، ملک‌حسین یاریجان، شجاع و ...
در تقسیم‌بندی‌های جدید برخی روستاها مانند پله‌کبود، واله‌دشته، مله‌سرخ، تکیه تاویران و زینلان پشت‌تنگ (علیا و سفلی) از دهستان جلالوند جدا شده‌اند.